# Алон (Де Севр)
Алон (фр. Allonne) насеље је и општина у западној Француској у региону Поату-Шарант, у департману Де Севр која припада префектури Партне.
По подацима из 2011. године у општини је живело 658 становника, а густина насељености је износила 28,63 становника/km². Општина се простире на површини од 22,98 km². Налази се на средњој надморској висини од 200 метара (максималној 234 m, а минималној 145 m).

## Демографија
| 1962. | 1968. | 1975. | 1982. | 1990. | 1999. | 2011. |
| ----- | ----- | ----- | ----- | ----- | ----- | ----- |
| 765   | 798   | 731   | 639   | 631   | 654   | 658   |

График промене броја становника у току последњих година